# Temple de Sri Ranganathaswamy (Srirangam)
Pour les articles homonymes, voir Ranganathaswamy.

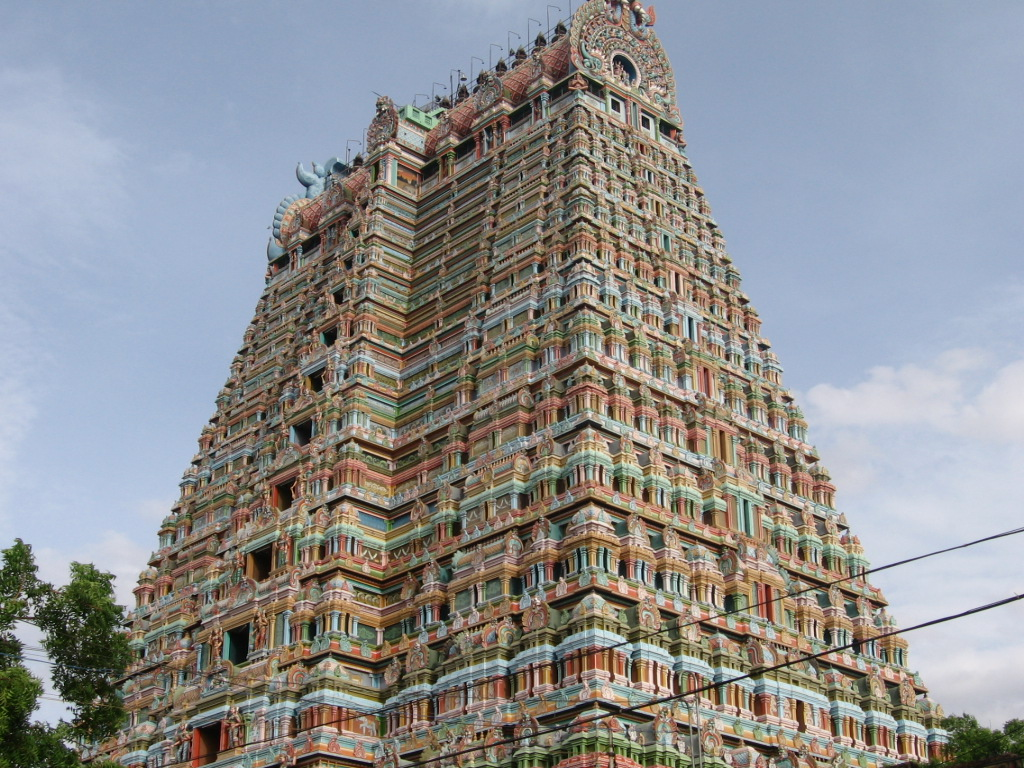
Un gopuram du temple de Sri Ranganathaswamy

Le temple de Sri Ranganathaswamy, situé à Srirangam, dans le Tamil Nadu (Inde du sud), est un temple hindou consacré à Ranganatha, la forme de repos de Vishnou. Dans le culte sri vishnouïte, c’est le premier et principal des 108 Divya Desams, demeures sacrées de Vishnou. Le festival de chars qui a lieu lors des 21 jours suivant le Vaikunta Ekadasi y est réputé ; à cette occasion, un texte vishnouite, le Tiruvaimozhi, est récité face à Vishnou.

## Le temple
Le temple occupe une surface de 100 acres (631 000 m2) pour un périmètre de 1 116 m, ce qui en fait le plus grand temple d’Inde et l’un des plus grands complexes religieux au monde. Le temple de Srirangam peut même être considéré comme le plus grand temple hindou du monde encore en activité, Angkor Vat étant plus vaste mais inutilisé. Cependant, de nombreuses échoppes destinées à la restauration ou à la vente de fleurs occupent les deux premiers des sept pragarams (les pragarams sont les colonnes intérieures entourées par les murs d’enceinte) : d’autres temples tamouls prétendent donc être supérieurs en taille, dont ceux de Chidambaram et Thiruvanamalaï, ainsi que le temple de Mînâkshî. Le temple est cerné de sept murs concentriques  — les mathil suvar — d’une longueur totale de 9 934 m. Les murs sont eux-mêmes cernés par 21 gopurams.
Une des attractions majeures du temple est la salle des mille piliers (qui sont en réalité 953).
Les non-hindous ne peuvent aller au-delà du sixième mur et ne sont donc pas admis au cœur de l’édifice, où se trouve une salle au plafond doré.